# Hermann Joseph Hinterstoisser
Hermann Joseph Hinterstoisser (* 7. Dezember 1861 in Aigen; † 12. August 1932 in St. Jakob in Defereggen) war ein österreichischer Chirurg, Chefarzt, Oberstabsarzt und Krankenhausdirektor.

## Leben
Als Sohn eines Försters geboren, studierte Hinterstoisser nach dem Besuch der Volksschule in Aigen und des Gymnasiums Collegium Mariano-Rupertinum in Salzburg als Militärstipendiat Medizin in Wien. Während seines Studiums wurde er 1881 Mitglied der Burschenschaft Silesia Wien, deren Ehrenbursch er 1902 wurde. 1887 wurde er zum Dr. med. promoviert. Er diente als Einjährig-Freiwilliger im Salzburger Hausregiment Erzherzog Rainer Nr. 59. 1887 wurde er zum Oberarzt ernannt und arbeitete in Wien in einem Garnisonsspital. 1887/88 war er als Operateur an die Universitätsklinik von Theodor Billroth abkommandiert. 1890 wurde er Regimentsarzt. Um 1891/92 lernte er bei Rudolf Chrobak an der Wiener Universitäts-Frauenklinik. 1892 wurde er Reservist und ging nach Teschen, wo er die Direktion sowie das chirurgische und gynäkologische Primariat des Allgemeinen Krankenhauses der evangelischen Gemeinde übernahm. Er war ehrenamtlich sehr aktiv, unter anderem prägte er das Sanitätswesen in Schlesien; so gründete er 1893 in Teschen den Verein Ostschlesischer Ärzte, dessen Vorstand er wurde. Von 1902 bis 1908 war er Mitglied des Schlesischen Sanitätsrates in Troppau und dann bis 1920 des Obersten Sanitätsrates in Wien. Von 1896 bis 1920 war er als Ratsherr Mitglied der Gemeindevertretung der Stadt Teschen. Am Ersten Weltkrieg nahm er als Oberstabsarzt der Reserve 2. Klasse teil.
1930 ging er als Wojwodschaftsbeamter in den Ruhestand. Er veröffentlichte zahlreiche Beiträge zu medizinischen Themen.
Sein Bruder war der Militärschriftsteller und Pionier der österreichischen Luftfahrt Franz Hinterstoisser.

## Ehrungen (Auswahl)
- Franz-Joseph-Orden, Offizierskreuz mit Kriegsdekoration und Schwertern
- Eisernes Kreuz
- Offizierskreuz 1. Klasse vom Österreichischen Roten Kreuz mit Kriegsdekoration
- Preußische Rote Kreuzmedaille 2. und 3. Klasse
- Marianerkreuz des Deutschen Ritterordens
- Goldenes Edelweiß des Deutschen und Österreichischen Alpenvereins, Sektion Austria-Wien für seine Besteigung des höchsten Berggipfels in Europa.
- 1913: Ehrenbürger von Oderfurt
- 1917: Ehrenbürger von Teschen
- Benennung einer Straße in Teschen nach ihm
- Ehrenmitglied des Vereins ostschlesischer Ärzte